# Luigi Corazzin
Luigi Corazzin (Arcade, 22 ottobre 1888 – San Pietro in Casale, 3 dicembre 1946) è stato un politico italiano.
È stato deputato all'Assemblea Costituente. Era uno dei quattro fratelli di Giuseppe Corazzin, sindacalista e politico di area cattolica, morto a trentacinque anni per le conseguenze di una brutale aggressione fascista. 